# ديفيد ويست (لاعب كرة قاعدة)
ديفيد ويست (بالإنجليزية: David West)‏ هو لاعب كرة قاعدة أمريكي، ولد في 1 سبتمبر 1964 في ممفيس في الولايات المتحدة.

## وصلات خارجية
- ديفيد ويست على موقع الدوري الياباني لكرة القاعدة (الإنجليزية)
- ديفيد ويست على موقعبيزبول رفرنس.كوم (الدوري الرئيسي) (الإنجليزية)
- ديفيد ويست على موقع إي إس بي إن.كوم (أم.أل.بي) (الإنجليزية)
- ديفيد ويست على موقع مشجعي الرسوم البيانية (الإنجليزية)